# Ривера, Фруктуосо
Хосе́ Фруктуо́со Риве́ра-и-Тоска́на (исп. José Fructuoso Rivera y Toscana; 17 октября 1784, Дурасно, Колониальная Бразилия — 13 января 1854, Мело, Уругвай) — уругвайский генерал, военный, государственный и политический деятель, участник национально-освободительного движения народов Рио-дела-Платы. Соратник Хосе Хервасио Артигаса, предавший его в 1820 году. Первый президент Восточной Республики Уругвай (1830—1834).

## Биография
Родился в 1784 году в Дурасно; его родителями были крупный землевладелец Иларион Перафан де ла Ривера Браво и Андреа Тоскано. Таким образом он по рождению принадлежал к скотоводам, недовольным монополией на торговлю, предоставляемым жителям собственно Испании.

### Вместе с Артигасом
Во время Восточной революции присоединился к силам Хосе Артигаса, под его командованием в 1811 году участвовал в битве при Лас-Пьедрас. После начала португальско-бразильского вторжения пытался остановить наступающие португальские войска, а затем следуя Артигасу принял участие в Уругвайском исходе.
Участвовал в экспедиции в Восточные миссии под командованием Эусебио Вальденегро и Фернандо Оторгеса, под командованием Мануэля Паголы участвовал во Второй осаде Монтевидео. Однако когда Артигас выступил против генерала Рондо, Ривера покинул Артигаса.
После того, как Альвеар взял Монтевидео, Ривера командовал войсками Восточной полосы в битве при Гуаябосе, разбив Мануэля Доррего. После того, как войска Доррего в беспорядке бежали, Альвеар передал контроль над Восточной полосой Артигасу и его последователям. В то время как войска Оторгеса наводили страх на жителей Монтевидео, Ривера стал рассматриваться бывшими роялистами и сторонниками португальцев в качестве гаранта законности и порядка.

### Португальское завоевание
После начала в 1816 году нового португало-бразильского вторжения Ривера поначалу вновь стал на сторону Артигаса, и одержал ряд небольших побед над португальцами. Однако в ноябре он проиграл сражение при Индиа-Муэрто, что позволило португальским войскам оккупировать Монтевидео.
К середине 1818 года оборонительная стратегия Артигаса стала вызывать вопросы у его подчинённых. Ривера был единственным из крупных офицеров, не выступивших против лидера, и Артигас передал ему командование наиболее боеспособными войсками. После этого ряд видных офицеров (включая Руфино Баусу и Мануэля Орибе) уехали в Буэнос-Айрес. В свою очередь Верховный директор Пуэйреддон предложил Ривере стать верховным командующим войсками в Восточной провинции вместо Артигаса, но Ривера отказался. Ривере удалось одержать ряд мелких побед, но затем он потерпел крупное поражение в битве при Арройо-Гранде.
После поражения в битве при Такуарембо 20 января 1820 года Ривера расположился с войсками в долине Трес-Арболес. Артигас приказал ему присоединиться к его армии, но Ривера, заключивший перемирие с португальским командующим Бентушем Мануэлем Рибейру, отказался выполнить приказ.

### Сисплатина
После подписания перемирия с португальским губернатором бароном Лекором Ривера вступил в армию Португалии, его солдаты последовали за ним. Португальцы собрали на оккупированной территории Восточной полосы Сисплатинский конгресс, который в июле 1821 года провозгласил присоединение этих земель к Бразилии в качестве провинции Сисплатина. Вокруг Лекора образовалась политическая группировка, известная как «клуб барона» — зародыш будущей партии «Колорадо».
Когда Бразильская империя провозгласила независимость от Португалии, то Ривера последовал за Лекором, поддержавшим Педру I и решившим изгнать португальские войска из Монтевидео. В ноябре 1823 года португальские войска сдали Монтевидео Лекору, который провозгласил его присоединение к провинции Сисплатина Бразильской империи; Ривера получил титул «барона Такуарембо».

### Тридцать три Ориенталес
В ночь на 19 апреля 1825 года на восточном берегу высадилась группа людей под командованием Хуана Антонио Лавальехи, известная впоследствии как «Тридцать три Ориенталес». Ривера со своими войсками перешёл на их сторону, что стало решающим фактором их успеха благодаря его высокому престижу среди местного населения. Уже через несколько дней на стороне повстанцев было несколько тысяч человек. 14 июня 1825 года в городке Флорида собрался Флоридский конгресс, который 25 августа провозгласил независимость Восточной провинции от Бразилии и её вхождение в состав Соединённых провинций Южной Америки.
4 сентября Ривера потерпел поражение от Рибейру, но 24 сентября взял реванш в битве при Ринконе. 20 октября объединённые силы Риверы и Лавальехи одержали решающую победу в битве при Саранди. Победы Лавальехи и Риверы привлекли внимание Буэнос-Айреса, и в декабре Конгресс Соединённых провинций провозгласил возвращение Восточной провинции в состав страны. В ответ 10 декабря Бразилия объявила войну Соединённым провинциям. 1 января 1826 года Соединённые провинции объявили войну Бразильской империи, и началась Аргентино-бразильская война.
В начале 1826 года назначенный президентом Ривадавией командующий Мартин Родригес приказал Ривере атаковать Рибейру, но тот отказался преследовать врага. 17 июня по приказу Лавальехи Родригес арестовал Риверу и отправил об этом сообщение в Буэнос-Айрес. Президент приказал арестовать Риверу, но тот бежал в Санта-Фе, где его взял под защиту губернатор Лопес.

### Кампания в Восточных миссиях
В ключевой период войны Ривера бездействовал в Санта-Фе. Если дела на суше складывались в пользу Соединённых провинций (сменивших по пути название страны на «Аргентина»), то на море преимущество было у бразильского флота; блокада устья Рио-де-ла-Платы наносила большой ущерб аргентинской торговле. Под давлением Великобритании аргентинский президент Ривадавия предложил мир Бразилии, но бразильцев не устроили условия. Это привело к падению правительства Ривадавии, и губернатором Буэнос-Айреса стал Мануэль Доррего, решивший продолжить войну. Однако экономическая ситуация в Буэнос-Айресе была катастрофической, а другие провинции не поддерживали его; требовалось нечто экстраординарное для перехвата инициативы. Поэтому Доррего заключил договор с Лопесом, в соответствии с которым тот должен был оккупировать Восточные миссии. Против этого плана выступил командовавший республиканской армией генерал Лавальеха.
Ривера был послан в провинцию Энтре-Риос, но не смог набрать там добровольцев, поэтому в феврале 1828 года перешёл в Восточную провинцию. Лавальеха велел своему подчинённому Мануэлю Орибе схватить Риверу, но тот успел собрать 400 человек, с которыми быстро двинулся на север. 20 апреля, обманув Орибе, Ривера форсировал реку Ибикуи и вторгся на территорию Восточных миссий.
После ряда небольших боёв Ривера получил приказ оккупировать всю территорию Восточных миссий. Эстанислао Лопес хотел сам возглавить компанию, но Ривера, временно вернувшийся в Санта-Фе, воспротивился этому. По приказу Риверы войска провинции Корриентес под командованием Лопеса Чико, к которым присоединились около 1.000 человек из Восточной провинции, заняли Восточные миссии. Бразильцы, опасаясь нападения на Порту-Алегри, оставались в обороне.
Тем временем Доррего под влиянием блокады и внутренней финансовой ситуации согласился на мир с Бразилией на условиях провозглашения независимости территории Восточной полосы. Император Бразилии также согласился на это, но потребовал вывода войск Риверы и признания бразильского суверенитета над Восточными миссиями. 27 августа 1828 года была подписана Предварительная мирная конвенция.
В ноябре Ривера двинулся на юг, забрав с собой весь скот, всё туземное население Восточных миссий, и всё имущество, которое они только могли унести. Всё это было доставлено на южный берег реки Куараи, где Ривере было дозволено поселиться. Ривера основал поселение Санта-Роса-дель-Куараи. река Куараи стала границей: территория к югу от неё вошла в состав нового государства Уругвай, к северу — в состав бразильской провинции Риу-Гранди-ду-Сул.

### Первое президентство
Благодаря своим действиям в Восточных миссиях Ривера заслужил военную славу, и в 1830 году на первых президентских выборах был избран президентом Уругвая. Он столкнулся с огромным количеством проблем, которые не мог решить. В стране отсутствовала нормальная администрация, и многие вопросы решались с помощью специальных уполномоченных; были неурегулированы пограничные вопросы с Бразилией; новорожденная страна не имела нормальной финансовой системы.
Ривера не был государственным деятелем, не умел управлять, полагался на личные контакты. Поэтому он оставил власть в стране в руках группировки, известной как «Пять братьев», а сам ездил туда и сюда. «Пять братьев» пытались наладить жизнь в стране, издавая законы и указы, но у них не хватало политической власти воплотить их в жизнь.
Правительство отремонтировало порт Монтевидео, выпустило первую валюту, в больших количествах продавало землю, основало Нормальную школу Монтевидео, однако при этом во всём Монтевидео было лишь три начальных школы. Кроме того, правительство плохо функционировало и было поражено коррупцией. Ривера лично разрешил запрещённый Конституцией ввоз негров-рабов, назвав их «поселенцами под патронажем».
Бывший губернатор Лавальеха попытался в июле 1832 года поднять восстание и атаковал Дурасно, но это восстание было быстро подавлено. Вскоре после этого полковник Эухенио Гарсон попытался устроить путч, после чего был вынужден бежать из страны. В феврале 1833 года аргентинец Мануэль Оласабаль вторгся через Серро-Ларго, но не получил поддержки и был вынужден отступить. В марте 1834 года Лавальеха высадился в районе Колонии-дель-Сакраменто и прошёл через всю страну, пытаясь поднять людей, после чего был изгнан на другом конце страны через реку Куараи. Ривера принимал личное участие в подавлении этих выступлений, получая при этом поддержку из Бразилии. Племянник Риверы Бернабе осуществил геноцид индейцев чарруа и гуарани.
К 1835 году правительство Риверы было дискредитировано настолько, что возникло опасение, что новые президентские выборы выиграет Лавальеха. Однако Ривера назначил правительственным кандидатом принадлежавшего к группировке Лавальехи министра обороны Мануэля Орибе, что раскололо лавальехистов. Перед тем, как передать ему власть, Ривера назначил себя генерал-комендантом действующей армии, что дало ему власть в стране, сравнимую с властью президента. 24 октября 1834 года он сложил с себя президентские полномочия.

### Во время президентства Орибе
Став президентом, Орибе обнаружил, что в стране нет денег, что в управлении — беспорядок, и что практически вся страна находится в руках его оппонента. Поэтому он начал расследование совершённых предыдущей администрацией нарушений, в которых были замешаны наиболее видные сторонники Риверы.
Тем временем в южной Бразилии началась война Фаррапус, где была провозглашена республика Риу-Гранди. Это привело к тому, что проигравшие с обеих сторон начали искать убежища в Уругвае. Ривера поначалу поддержал риуграндийца Бентоша Рибейру, с которым они были знакомы по Сисплатине, что вынудило Орибе отстранить его от военного командования, чтобы не вызвать неприятностей в отношениях с Бразильской империей.
Это возвращение изгнанных им сторонников Лавальехи, а также назначение президентом Орибе командующим войсками своего брата Игнасио, который во всём, кроме названия, стал главнокомандующим полевой армией, Ривера воспринял как нападение на себя лично и в июле 1836 года поднял восстание против президента Орибе. Однако месяц спустя был разбит в битве при Карпинтерии и бежал в Порту-Алегри.
Там Ривера получил поддержку бразильцев, а также набрал в свою армию аргентинцев-унитариев, включая генерала Хуана Лавалье, и в 1837 году вновь вторгся в Уругвай. В течение нескольких месяцев война носила неопределённый характер, но в середине 1838 года Ривера предал риуграндийцев и получил поддержку бразильского императора. Тогда же Орибе рассорился с французами, отказав им в разрешении на пользование уругвайскими портами французской эскадре, блокировавшей Буэнос-Айрес, чтобы надавить на президента Хуана Мануэля де Росаса. С помощью Лавалье Ривера разгромил Игнасио Орибе в сражении при Пальмарес, занял всю страну и осадил Монтевидео. В этих условиях Орибе сложил с себя президентские полномочия и отбыл в Буэнос-Айрес, где Росас, однако, принял его как законного конституционного президента Уругвая.

### Второе президентство
Ривера созвал Национальную ассамблею и избрал себя президентом. Как и во время первого срока, он передал фактическую власть своим друзьям, а сам занялся поездками по стране.
Аргентинцы-федералисты, ранее поддерживавшие Лавальеху, отказались признать Риверу. Поначалу они не пытались нападать на него, но когда губернатор провинции Корриентес Хенаро Берон де Астрада заключил с Риверой союз, то губернатор провинции Энтре-Риос Паскуаль Эчагуэ, разгромив Берона де Астраду с помощью «белых» (то есть сторонников Орибе) уругвайских эмигрантов, вторгся в Уругвай, Ривера не дал сражение у границы, а напротив, постарался оттянуть его подальше от его баз снабжения, после чего 29 декабря 1839 года разгромил в сражении на Каганче.
Благодаря союзу Росаса с Бероном де Астрадой гражданская война в Уругвае слилась с аргентинской гражданской войной в единый вооружённый конфликт. Когда преемник Берона де Астрады Педро Ферре восстал против Росаса, то Ривера поддержал его и отправил командовать его войсками Лавалье, а затем Паса.
Без Риверы и французской поддержки Лавалье был разбит Мануэлем Орибе, которого Росас поставил во главе федеральной аргентинской армии. Хосе Мария Пас разгромил Эчагуэ и вторгся в Энтре-Риос, но был вынужден вернуться на восток под защиту Риверы. Затем Пас и Ферре заключили союз о совместных действиях против федеральных аргентинских войск и уругвайских «белых». Орибе двинулся на восток и настиг армию Риверы в провинции Энтре-Риос у Арройо-Гранде. 6 декабря 1842 года состоялось сражение при Арройо Гранде, в котором Ривера был полностью разгромлен. Преследуемый Орибе, Ривера бежал в Монтевидео, и гражданская война вернулась на территорию Уругвая.

### Великая осада Монтевидео
16 февраля 1843 года Орибе начал осаду Монтевидео. Пока Пас организовывал оборону внутри города, Ривера занялся сбором новой армии в глубине страны. 1 марта 1843 года Конгресс объявил об окончании президентства Риверы, формально передав власть Хоакину Суаресу и организовав «Правительство обороны»; Орибе разместился в Серрито, где было создано т. н. «Правительство Серрито».
27 марта 1845 года Ривера был полностью разбит Хусто Хосе де Уркисой в битве при Индиа-Муэрта, и был вынужден бежать в Бразилию. Там он был арестован и посажен в тюрьму в Рио-де-Жанейро, откуда несколько месяцев спустя был освобождён. «Правительство обороны» назначило его послом в Парагвай, и 18 марта 1847 года он прибыл в Монтевидео за верительными грамотами. В последующие дни несколько батальонов составили заговор для возвращения Риверы к власти. Правительство предложило ему дипломатический пост в Европе, что он отверг, и тогда его арестовали и приговорили к изгнанию.
1 апреля восстали войска под командованием Сесара Диаса и Венансио Флореса, потребовав освобождения Риверы. Мелькор Пачеко-и-Обес сложил с себя полномочия главнокомандующего и отплыл в Европу.
Ривера отказался от корабля, предоставленного народом, и был назначен главнокомандующим действующей армией. Органы власти были реорганизованы; туда был включён ряд сторонников Риверы. Ривера попытался достичь соглашения с Орибе, но президент Суарес запретил это делать. Ривера попытался перенести войну вглубь страны, но в январе 1847 года его силы были разбиты в битве при Серро-де-лас-Анимас.
После этого Ривера попытался заключить с противником новое соглашение об условиях окончания боевых действий (возвращение конфискованной собственности, выборы и т. п.), и правительство приговорило к изгнанию его из республики «до окончания войны». 4 декабря 1847 года он был арестован полковниками Лоренсо Батлье и Франсиско Тахесом в Мальдональдо, и депортирован в Бразилию на французском судне.

### Последние годы жизни
Он был оставлен в Рио-де-Жанейро с запрещением покидать город. По окончании гражданской войны президент Хуан Франсиско Хиро запретил ему возвращение в Уругвай, но 25 сентября 1853 года был свергнут в результате военного переворота, осуществлённого Венансио Флоресом. Флорес назначил для управления страной триумвират из себя, Риверы и Лавальехи (оба последних находились в изгнании). Лавальеха скончался прежде, чем смог вернуться и занять должность. Ривера скончался 13 января 1854 года.